# Хозарська трансгресія

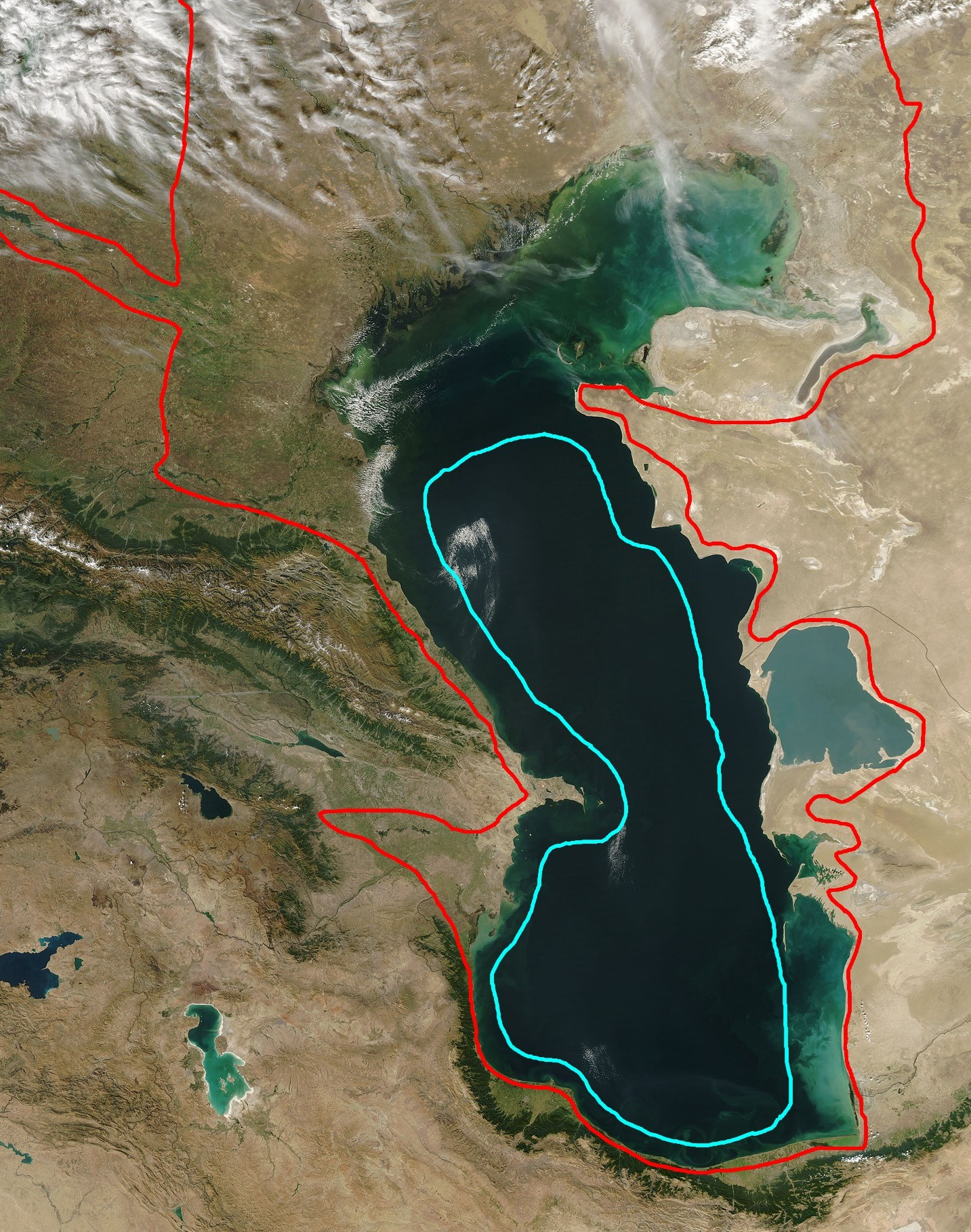
Максимальний розлив (червона лінія) і мінімальне скорочення (синя лінія) Каспійського моря (за І. П. Герасимовим і К. К. Марковим).

Хозарська трансгресія (рос. Хазарская трансгрессия, англ. Khazar transgression, нім. Khazar- Transgression f) — середньочетвертинна трансгресія Каспійського моря, яка розповсюджувалася на більшу частину Прикаспійської низовини. В результаті хозарської трансгресії уздовж берега Каспію формувалися черепашкові відклади і коси, які частково відділили, Кара-Богаз-Гол і Красноводську затоку. Від назви народності – хозари.
Відклади Хозарської трансгресії — різнозерністі піски, місцями з галькою, черепашником і прошарками глин; загальна потужність відкладів не перевищує 16-18 м. Морські відклади, що містять молюсків Didacna subpyramidata тощо, зливаються в річкових долинах з алювіально-дельтовими і алювіальними, які вище за течією складають другу надзаплавну терасу. Відклади трансгресії фіксують 2 фази — нижню, з Didacna pallasi Pгav. і верхню з Didacna surachanica Nal.
Пра-Амудар'я продовжувала нести каламутні води через Нижні Каракуми в Каспій, заповнюючи долину глинами і пісками Каракумської світи, потужність якої — від 50 до 500 м. У алювіально-озерних умовах продовжувала накопичуватися глинисто-піщана східно-кизилкумська свита. Тривали ерозійно-денудаційні процеси у Приараллі.

## Дивись також
- Маницька протока